# Cryptops danhomenou
Cryptops danhomenou är en mångfotingart som först beskrevs av Henri W. Brölemann 1926.  Cryptops danhomenou ingår i släktet Cryptops och familjen Cryptopidae.
Artens utbredningsområde är Benin. Inga underarter finns listade i Catalogue of Life.